# کاستل ولتورنو
کاستل ولتورنو (به ایتالیایی: Castel Volturno) یک کومونه در ایتالیا است که در استان کسرتا واقع شده‌است.

## خصوصیات
کاستل ولتورنو ۷۲٫۲۳ کیلومترمربع مساحت و ۲۳٬۱۷۹ نفر جمعیت دارد.